# Discografia de Seo In-guk
Esta é a discografia do cantor e ator sul-coreano Seo In-guk que consiste em um álbum de estúdio, seis EPs e quinze singles.

## Álbuns

### Álbuns de estúdio
| Título                                                                                       | Detalhes | Melhores posições nas paradas | Melhores posições nas paradas |         |         |         |
| Título                                                                                       | Detalhes | KOR                           | JPN                           |         |         |         |
| Japonês                                                                                      | Japonês | Japonês                       | Japonês                       | Japonês | Japonês | Japonês |
| -------------------------------------------------------------------------------------------- | --- | ----------------------------- | ----------------------------- | ------- | ------- | ------- |
| Everlasting                                                                                  | - Lançamento: 15 de janeiro de 2014 - Gravadora: Jellyfish Entertainment, Nippon Crown - Formato: CD, Download digital Lista de faixas 1. Everlasting Love 2. Only One 3. My Voice 4. Toxic Girl 5. We Can Dance Tonight 6. Lovely Girl 7. 戀しくて 8. Deep Inside My Heart 9. Fly Away 10. Just One Ring 11. Space de Tour 12. Hands Up! | —                             | 17                            |         |         |         |
| "—" indica lançamentos que não figuraram nas paradas ou que não foram lançados nessa região. | |                               |                               |         |         |         |

### Melhores Álbuns
| Título                                                                                       | Detalhes | Melhores posições nas paradas | Melhores posições nas paradas |         |         |         |
| Título                                                                                       | Detalhes | KOR                           | JPN                           |         |         |         |
| Japonês                                                                                      | Japonês | Japonês                       | Japonês                       | Japonês | Japonês | Japonês |
| -------------------------------------------------------------------------------------------- | --- | ----------------------------- | ----------------------------- | ------- | ------- | ------- |
| Last Song                                                                                    | - Lançamento: 25 de fevereiro de 2015 - Gravadora: Jellyfish Entertainment, Nippon Crown - Formato: CD, Download digital Lista de faixas 1. Fly Away 2. We Can Dance Tonight 3. Everlasting Love 4. もう、会えなくて。 5. 瞳の中のフォトグラフ 6. 恋しくて 7. Toxic Girl 8. Best Friend 9. Hands Up! 10. 遠ざかる (韓国語Ver.) 11. Mellow Spring 12. 呼ぶよ | —                             | 38                            |         |         |         |
| "—" indica lançamentos que não figuraram nas paradas ou que não foram lançados nessa região. | |                               |                               |         |         |         |

## EPs
| Título | Detalhes | Melhores posições nas paradas | Melhores posições nas paradas |         |         |         |
| Título | Detalhes | KOR                           | JPN                           |         |         |         |
| Coreano | Coreano | Coreano                       | Coreano                       | Coreano | Coreano | Coreano |
| --- | --- | ----------------------------- | ----------------------------- | ------- | ------- | ------- |
| Calling (부른다) | - Lançamento: 27 de outubro de 2009 - Gravadora: Jellyfish Entertainment, CJ E&M - Formato: CD, Download digital Lista de faixas 1. Young Love 2. 부른다 (Calling) 3. 아름다운 이별 (Beautiful Separation) | —                             | —                             |         |         |         |
| Just Beginning | - Lançamento: 6 de maio de 2010 - Gravadora: Jellyfish Entertainment, CJ E&M - Formato: CD, digital download Lista de faixas 1. Beginning 2. 사랑해 U (I Love U) 3. 마지막 생일 (Last Birthday) 4. 왜 웃기만해 (Why Only Smile) 5. Prime Time (feat. Lisa) 6. 첫눈에 (At First Sight) (feat. Bekah do After School) | 8                             | —                             |         |         |         |
| Just Beginning | - Re-lançamento: 10 de agosto de 2010 (애기야 (Aegiya) Repackaged Album) - Gravadora: Jellyfish Entertainment, CJ E&M - Formato: CD, download digital Lista de faixas 1. Beginning 2. 사랑해 U (I Love U) 3. 애기야 (My Baby U) 4. 마지막 생일 (Last Birthday) 5. 왜 웃기만해 (Why Only Smile) 6. Prime Time (Feat. Lisa) 7. 첫눈에 (At First Sight) (feat. Bekah do After School) 8. 사랑해 U (I Love U) (Lovely Ver.) | 14                            | —                             |         |         |         |
| Perfect Fit | - Lançamento: 12 de abril de 2012 - Gravadora: Jellyfish Entertainment, CJ E&M - Formato: CD, download digital Lista de faixas 1. Bad 2. 밀고 당겨줘 (Tease Me) 3. Time Machine (feat. Swings) 4. Brand New Day 5. 밀고 당겨줘 (Tease Me) (Inst.) | 15                            | —                             |         |         |         |
| With Laughter or with Tears | - Lançamento: 11 de abril de 2013 - Gravadora: Jellyfish Entertainment, CJ E&M - Formato: CD, download digital Lista de faixas 1. 웃다 울다 (With Laughter or with Tears) 2. 행복했을까 (Were We Happy) (feat. Ku Hye-sun) 3. 웃다 울다 (With Laughter or with Tears) (Inst.) 4. 너 땜에 못 살아 (I Can't Live Because of You) (feat. Verbal Jint)                                                                      | 6                             | —                             |         |         |         |
| Japonês | |                               |                               |         |         |         |
| We Can Dance Tonight | - Lançamento: 16 de outubro de 2013 - Gravadora: Jellyfish Entertainment, Nippon Crown - Formato: CD, download digital Lista de faixas 1. We Can Dance Tonight 2. My Voice 3. Best Friend 4. Deep Inside My Heart 5. We Can Dance Tonight (Inst.) 6. My Voice (Inst.) 7. Best Friend (Inst.) | —                             | 21                            |         |         |         |
| Hug | - Lançamento: 25 de junho de 2014 - Gravadora: Jellyfish Entertainment, Nippon Crown - Formato: CD, download digital Lista de faixas 1. もう、会えなくて。 2. 君の色 3. Good-Bye Dear 4. 瞳の中のフォトグラフ 5. 遠ざかる (versão coreana) 6. 美しい絶望 | —                             | 28                            |         |         |         |
| "—" indica lançamentos que não figuraram nas paradas ou que não foram lançados nessa região. Nota: O Gaon Music Chart começou a lançar data em 2010 depois que a Associação da Industria Musical da Coreia parou de compilar data em 2008. | |                               |                               |         |         |         |

## Singles

### Como artista principal
| Título | Ano     | Melhores posições nas paradas | Melhores posições nas paradas | Vendas               | Álbum                                        |
| Título | Ano     | KOR                           | JPN Oricon                    | Vendas               | Álbum                                        |
| Coreano | Coreano | Coreano                       | Coreano                       | Coreano              | Coreano                                      |
| --- | ------- | ----------------------------- | ----------------------------- | -------------------- | -------------------------------------------- |
| "Calling" | 2009    | —                             | —                             |                      | 부른다 (Calling)                             |
| "Run To Me" (com Bigtone) | 2009    | —                             | —                             |                      | Non-album single                             |
| "I Love U" | 2010    | 5                             | —                             |                      | Just Beginning                               |
| "My Baby U" | 2010    | 9                             | —                             |                      | 애기야 (Aegiya) Repackaged Album             |
| "Take" | 2010    | 42                            | —                             |                      | Non-album singles                            |
| "Broken" | 2011    | 24                            | —                             | - KOR (DL): 156,184+ | Non-album singles                            |
| "Shake It Up" | 2011    | 16                            | —                             | - KOR (DL): 250,996+ | Non-album singles                            |
| "Tease Me" | 2012    | 18                            | —                             | - KOR (DL): 141,615+ | Perfect Fit                                  |
| "I Can't Live Because of You" (feat. Verbal Jint) | 2013    | 4                             | —                             | - KOR (DL): 756,079+ | Y.BIRD from Jellyfish Island With Seo In Guk |
| "With Laughter or with Tears" | 2013    | 6                             | —                             | - KOR (DL): 205,815+ | With Laughter or with Tears                  |
| "Mellow Spring (BOMTANABA)" | 2014    | 6                             | —                             | - KOR (DL): 194,971+ | Non-album singles                            |
| "Seasons Of The Heart" | 2015    | 12                            | —                             | - KOR (DL): 98,301+  | Non-album singles                            |
| "BeBe" | 2016    | 39                            | —                             | - KOR (DL): 39,216+  | Non-album singles                            |
| "Better Together" | 2017    | 64                            | —                             | - KOR (DL): 26,881+  | Non-album singles                            |
| Japonês |         |                               |                               |                      |                                              |
| "Fly Away" | 2013    | —                             | 32                            | - JPN (DL): 2,968+   | Fly Away                                     |
| "We Can Dance Tonight" | 2013    | —                             | 21                            | - JPN (DL):          | We Can Dance Tonight                         |
| "—" indica lançamentos que não figuraram nas paradas ou que não foram lançados nessa região. Nota: O Gaon Music Chart começou a lançar data em 2010 depois que a Associação da Industria Musical da Coreia parou de compilar data em 2008. |         |                               |                               |                      |                                              |

### Como artista convidado
| Ano  | Título                   | Melhores posições nas paradas | Outro(s) artista(s)                                                                   | Álbum                              |
| Ano  | Título                   | KOR Gaon                      | Outro(s) artista(s)                                                                   | Álbum                              |
| ---- | ------------------------ | ----------------------------- | ------------------------------------------------------------------------------------- | ---------------------------------- |
| 2010 | "Refresh"                | 51                            | Yoon Jong Shin, Lyn                                                                   | 행보 2010                          |
| 2010 | "Christmas Time"         | 25                            | Sung Si-kyung, Park Hyo-shin, Brian Joo, Lisa, Park Hak-ki, Kim Hyeong-jung, Kyun Woo | Jelly Christmas                    |
| 2011 | "Love Again"             | 29                            | Take-1                                                                                | Take #1, Vol. 3                    |
| 2011 | "Christmas for All"      | 27                            | Sung Si-kyung, Brian Joo, Park Hak-ki, Park Jang-hyun, Hwang Project                  | Jelly Christmas 2011               |
| 2012 | "Because It's Christmas" | 1                             | Sung Si-kyung, Park Hyo-shin, Lee Seok-hoon, VIXX                                     | Jelly Christmas 2012 Heart Project |
| 2013 | "Loved You"              | 1                             | Zia                                                                                   | Loved You                          |
| 2013 | "Winter Confession"      | 1                             | Sung Si-kyung, Park Hyo-shin, VIXX, Little Sister                                     | 겨울 고백 (Jelly Christmas 2013)   |
| 2014 | "Sad Lie"                | 21                            | DK of December                                                                        | CS NUMBERS                         |
| 2015 | "Love In The Air"        | 14                            | VIXX, Park Jung-ah, Park Yoon-ha                                                      | Jelly Christmas 2015 – 4랑         |
| 2016 | "OMG"                    | —                             | Double K, Dok2                                                                        | Non-album single                   |
| 2016 | "Falling"                | 34                            | VIXX, Gugudan, Park Yoon-ha, Park Jung-ah, Kim Gyu-sun, Kim Ye-won, Jiyul             | Jelly Christmas 2016               |

## Outras músicas que entraram em charts
| Ano  | Título                                         | Melhores posições nas paradas | Álbum                       |
| Ano  | Título                                         | KOR                           | Álbum                       |
| ---- | ---------------------------------------------- | ----------------------------- | --------------------------- |
| 2010 | "Last Birthday"                                | 81                            | Just Beginning              |
| 2010 | "At First Sight" (feat. Bekah do After School) | 89                            | Just Beginning              |
| 2010 | "Prime Time" (feat. Lisa)                      | 94                            | Just Beginning              |
| 2010 | "Why Only Smile"                               | 99                            | Just Beginning              |
| 2013 | "Were We Happy" (feat. Ku Hye-sun)             | 74                            | With Laughter or with Tears |

## Trilhas sonoras
| Título                                                                                       | Ano  | Melhores posições nas paradas | Vendas                 | Álbum                            |
| Título                                                                                       | Ano  | KOR Gaon                      | Vendas                 | Álbum                            |
| -------------------------------------------------------------------------------------------- | ---- | ----------------------------- | ---------------------- | -------------------------------- |
| "Fate (Like a Fool)"                                                                         | 2012 | ——                            |                        | Love Rain OST                    |
| "All For You" (com Jung Eun-ji)                                                              | 2012 | 1                             | - KOR (DL): 2,690,706+ | Reply 1997 OST                   |
| "Just the Way We Love" (with Jung Eun-ji)                                                    | 2012 | 3                             | - KOR (DL): 1,428,802+ | Reply 1997 OST                   |
| "No Matter What"                                                                             | 2013 | 2                             | - KOR (DL): 202,763+   | Master's Sun OST                 |
| "Finding Myself"                                                                             | 2014 | 13                            | - KOR (DL): 103,627+   | High School King of Savvy OST    |
| "Flower" (꽃)                                                                                | 2017 | 95                            | - KOR (DL): 18,863+    | Tomorrow With You OST            |
| "Star" (별, 우리)                                                                            | 2018 | ?                             | ?                      | The Smile Has Left Your Eyes OST |
| "—" indica lançamentos que não figuraram nas paradas ou que não foram lançados nessa região. |      |                               |                        |                                  |

## Videografia

### Vídeos Musicais
| Título                                            | Anos    | Notas                                                                                         |         |
| Coreano                                           | Coreano | Coreano                                                                                       | Coreano |
| ------------------------------------------------- | ------- | --------------------------------------------------------------------------------------------- | ------- |
| "I Love U"                                        | 2010    |                                                                                               |         |
| "Broken"                                          | 2011    |                                                                                               |         |
| "Shake It Up"                                     | 2011    | Aparições especiais de Mighty Mouth, Jewelry, Jiyeon (T-ara), Norazo, N, Leo, and Ravi (VIXX) |         |
| "Tease Me"                                        | 2012    | Aparições especiais de Son Eun-seo e Lee Hong-bin (VIXX)                                      |         |
| "I Can't Live Because of You" (feat. Verbal Jint) | 2013    |                                                                                               |         |
| "With Laughter or with Tears"                     | 2013    |                                                                                               |         |
| "Mellow Spring (BOMTANABA)"                       | 2014    |                                                                                               |         |
| "Seasons Of The Heart"                            | 2015    |                                                                                               |         |
| "BeBe"                                            | 2016    |                                                                                               |         |

## References
1. 1 2 3  «Gaon Album Chart». Gaon Music Chart (em coreano). Consultado em 7 de janeiro de 2016
2. 1 2 3  «Seo In Guk Japanese Discography on ORICON STYLE» (em japonês). Oricon
3. ↑  «Seo In Guk Goes Shirtless in His New Japanese Album Photo». Mwave. 13 de dezembro de 2013
4. ↑  «Seo In-guk to drop Japanese album». Kpop Herald. 27 de janeiro de 2015
5. ↑  Lee, Hyo-won (28 de outubro de 2009). «New Kid on the Block Sweeps Music Charts». The Korea Times. Consultado em 18 de novembro de 2012
6. ↑  Lee, Sun-min (5 de abril de 2013). «After acting, Seo In-guk sings again». Korea JoongAng Daily
7. ↑  «[Video] Seo In Guk to Release Second Japanese Single in October». Mwave. 24 de setembro de 2013
8. ↑  «ソ・イングク、ミニアルバム「hug」本日リリース"ハグしたくなる瞬間…実は多いです(笑)"». Kstyle (em japonês). 25 de junho de 2014
9. 1 2  Han, Sang-hee (23 de fevereiro de 2010). «Korea Launches First Official Music Charts Gaon». The Korea Times. The Korea Times. Consultado em 2 de agosto de 2015
10. 1 2 3 4  «Gaon Digital Chart». Gaon Music Chart (em coreano). Consultado em 1 de julho de 2015. Arquivado do original em 9 de março de 2017
11. ↑  VIXXのランキングル売上ランキング [Single sales rankings history for Seo In Guk] (em japonês). Oricon. Consultado em 17 de outubro de 2016
12. ↑  «Gaon 2011년 15주차 Download Chart»
13. ↑  «Gaon 2011년 34주차 Download Chart»
14. ↑  «Gaon 2012년 16주차 Download Chart»
15. ↑  Hong, Grace Danbi (4 de fevereiro de 2013). «Seo In Guk Only Wants You in New MV with VerbalJint». enewsWorld
16. ↑  Total Download sales for I Can't Live Because of You:
  - «Gaon Download Chart: Week 7, 2013». Gaon Chart. Korea Music Content Industry Association. Consultado em 4 de dezembro de 2016. Arquivado do original em 17 de outubro de 2015
  - «Gaon Download Chart: Week 8, 2013». Gaon Chart. Korea Music Content Industry Association. Consultado em 4 de dezembro de 2016. Arquivado do original em 17 de outubro de 2015
  - «Gaon Download Chart: Week 9, 2013». Gaon Chart. Korea Music Content Industry Association. Consultado em 4 de dezembro de 2016
  - «Gaon Download Chart: Week 10, 2013». Gaon Chart. Korea Music Content Industry Association. Consultado em 4 de dezembro de 2016
  - «Gaon Download Chart: Week 11, 2013». Gaon Chart. Korea Music Content Industry Association. Consultado em 4 de dezembro de 2016
  - «Gaon Download Chart: Week 12, 2013». Gaon Chart. Korea Music Content Industry Association. Consultado em 4 de dezembro de 2016
  - «Gaon Download Chart: Week 13, 2013». Gaon Chart. Korea Music Content Industry Association. Consultado em 4 de dezembro de 2016
  - «Gaon Download Chart: Week 14, 2013». Gaon Chart. Korea Music Content Industry Association. Consultado em 4 de dezembro de 2016
  - «Gaon Download Chart: Week 15, 2013». Gaon Chart. Korea Music Content Industry Association. Consultado em 4 de dezembro de 2016
  - «Gaon Download Chart: Week 16, 2013». Gaon Chart. Korea Music Content Industry Association. Consultado em 4 de dezembro de 2016
  - «Gaon Download Chart: Week 17, 2013». Gaon Chart. Korea Music Content Industry Association. Consultado em 4 de dezembro de 2016
17. ↑  «Gaon 2013년 16주차 Download Chart»
18. ↑  «Seo In Guk Announces Surprise Single Album with Teaser Photos». Mnet. 8 de maio de 2014
19. ↑  «Gaon 2016년 11주차 Download Chart»
20. ↑  «Gaon 2014년 21주차 Download Chart»
21. ↑  «Top male singers, bands return to stage». The Korea Times. 30 de dezembro de 2016
22. ↑  «Gaon 2016년 53주차 Download Chart»
23. ↑  «Gaon 2017년 13주차 Download Chart»
24. ↑  Park, Hani (23 de fevereiro de 2013). «Seo In Guk's Japanese Album Jacket Photo Released». enewsWorld
25. ↑  «2013年04月22日～2013年04月28日のCDシングル週間ランキング». Oricon Style. Consultado em 6 de maio de 2013
26. ↑  South Korea's Gaon Singles Chart from January 17-23, 2010 (in Korean) Originally from Gaon Music Chart (January 2010). Archived on November 14, 2014. Retrieved on November 15, 2014.
27. ↑  Lee, Nancy (2 de dezembro de 2011). «Jellyfish Entertainment Spreads Christmas Cheer in New Music Video». enewsWorld
28. ↑  «[Video] Sung Si Kyung, Seo In Guk, Park Hyo Shin, and More Get Together for Christmas». Mwave. 6 de dezembro de 2012. Cópia arquivada em 11 de agosto de 2017
29. ↑  «Seo In Guk′s Duet with Zia ′Loved you′ Ranks NO. 1». Mwave. 3 de dezembro de 2013. Cópia arquivada em 11 de agosto de 2017
30. ↑  «Seo In-guk, Gugudan and VIXX sing Christmas carols». Kpop Herald. 6 de dezembro de 2016
31. ↑  Ho, Stewart (26 de maio de 2012). «Love Rain OST to Include Seo In Guk's First Self-Composed Track». enewsWorld. Cópia arquivada em 23 de dezembro de 2014
32. 1 2  «2012 Top 100 Gaon Download Chart»
33. ↑  «Seo In-guk and Jang Eun-ji to sing duet for drama». Korea JoongAng Daily. 29 de agosto de 2012
34. ↑  «'Reply 1997' Releases Second Duet Between Jung Eun Ji and Seo In Guk». enewsWorld. 4 de setembro de 2012
35. ↑  «Gaon 2013년 39주차 Download Chart»
36. ↑  «[Video] Seo In Guk Joins the OST Team for ′Master′s Sun′». Mwave. 17 de setembro de 2013. Consultado em 11 de agosto de 2017. Arquivado do original em 11 de agosto de 2017
37. ↑  «Gaon 2014년 31주차 Download Chart»
38. ↑  «Seo In Guk′s OST for ′High Schooler King of Life′ to Drop Today (July 21)». Mwave. 11 de julho de 2014. Consultado em 11 de agosto de 2017. Arquivado do original em 11 de agosto de 2017
39. ↑  Cumulative sales for "Flower (꽃)":
  - «Gaon Download Chart - Week 06». gaonchart.co.kr. Consultado em 16 de fevereiro de 2017
40. ↑  «Seo In-guk to release song on "Tomorrow" soundtrack». The Korea Herald. 10 de fevereiro de 2017